# Şinasi Tekin
Şinasi Tekin (geb. 28. September 1933 in Karagözköyü im Landkreis Dursunbey, Türkei; gest. 16. September 2004 in Istanbul) war ein türkischer Turkologe, Ethnologe und Sprachwissenschaftler mit Schwerpunkt auf der uigurischen Sprache und Kultur.

## Leben und Wirken
Şinasi Tekin arbeitete zunächst als Grundschullehrer in der Türkei. 1950 begann er ein Studium der türkischen Literatur an der Universität Istanbul und setzte es nach dem fünften Semester in Deutschland an der Universität Münster bei Franz Taeschner und an der Universität Hamburg fort, wo er 1958 bei Annemarie von Gabain mit einer Dissertation über altuigurisches Türkisch promoviert wurde. 1959 wurde er an die Atatürk-Universität in Erzurum berufen. Hier wurde er 1961 zum Doçent und 1964 zum Professor sowie zum Leiter der Abteilung für türkische Sprache und Literatur ernannt. 1965 wurde er an die Abteilung für nahöstliche Sprachen und Zivilisationen der Harvard University berufen und arbeitete dort bis zu seinem Tod.
Er führte Studien über das Uigurische und die buddhistische Kultur in uigurischen Texten durch. Ab 1955 beteiligte er sich an der Katalogisierung der uigurischen Handschriften an der Mainzer Akademie der Wissenschaften. Bis in die 1980er Jahre schrieb Tekin hauptsächlich Artikel über die Alt-Uigurische Sprache und Kultur, danach konzentrierte er sich zunehmend auf anatolische Texte und die osmanische Kulturgeschichte. Fast dreißig Jahre lang war Şinasi Tekin Herausgeber des Journal of Turkish Studies, das unter seiner Leitung zu einem führenden Publikationsmedium der Turkologie wurde. In Zusammenarbeit zwischen der Harvard University und der privaten Koç Üniversitesi sowie mit Hilfe seiner Frau Gönül Tekin wurde 1996 auf der Insel Cunda Adası in der Provinz Balıkesir eine Osmanisch-Türkische Sommerschule errichtet, die im Juli 1997 ihren Betrieb aufnahm und in den ersten Jahren ihres Bestehens unter seiner Leitung stand.
Şinasi Tekin starb am 16. September 2004 in Istanbul. Er wurde auf dem Edirnekapı-Friedhof beigesetzt. Mit seiner Frau Gönül Tekin, Professorin für türkische Literatur und Turkologin, hatte er einen Sohn.

## Publikationen (Auswahl)
- Maitrisimit nom bitig: Die uigurische Übersetzung eines Werkes der buddhistischen Vaibhasika-Schule. 1. Teil: Transliteration, Übersetzung, Anmerkungen. 2. Teil: Analytischer und rückläufiger Index. Berlin: Akademie Verlag 1980; ISBN 3-05-001378-8 (Schriften zur Geschichte und Kultur des Alten Orients, Berliner Turfantexte).
- Die Kapitel über die Bewusstseinslehre im uigurischen Goldglanzsutra (IX. und X.). Bearbeitet von Klaus Röhrborn und Peter Schulz. Band 3 der Veröffentlichungen der Societas Uralo-Altaica, 1971.
- Buddhistische Uigurica aus der Yüan-Zeit. Harrassowitz Verlag, Wiesbaden 1980.